# Робинсон, Уондейл
Уондейл Робинсон (англ. Wan'Dale Robinson; 5 января 2001, Франкфорт, Кентукки) — профессиональный футболист, принимающий клуба НФЛ «Нью-Йорк Джайентс». На студенческом уровне выступал за команды университета Небраски и Кентуккийского университета. На драфте НФЛ 2022 года был выбран во втором раунде.

## Биография
Уондейл Робинсон родился 5 января 2001 года во Франкфорте в штате Кентукки. Старший из двух детей в семье. Окончил старшую школу Вестерн-Хиллз. Во время учёбы играл в составе её футбольной команды на позициях ресивера и раннинбека. Суммарно набрал за карьеру 8582 ярда со 118 тачдаунами. Обладатель награды Пола Хорнанга самому универсальному футболисту штата, лучший игрок и обладатель титула «Мистер Футбол» в Кентукки. Участник матча всех звёзд школьного футбола.

### Любительская карьера
В 2019 году Робинсон поступил в университет Небраски. Уже в дебютном сезоне он стал одним из ключевых игроков нападения команды, сыграв в десяти матчах и набрав 340 ярдов выносом и 443 ярда на приёме. По основным статистическим показателям он вошёл в число лидеров «Небраски». Дважды его признавали лучшим новичком недели в конференции Big Ten, по итогам сезона он вошёл в число финалистов награды Пола Хорнанга самому универсальному игроку NCAA. В 2020 году Робинсон принял участие в восьми играх и стал лидером команды с 51 приёмом на 461 ярд. Суммарно набранные им 696 ярдов также стали лучшим результатом сезона для «Корнхаскерс».
Перед началом сезона 2021 года он перевёлся в Кентуккийский университет. В дебютном матче в составе новой команды Робинсон набрал на приёме 125 ярдов, установив новый рекорд футбольной программы для её новичков. Он сыграл во всех тринадцати матчах турнира в стартовом составе, сделав 104 приёма на 1334 ярда. Оба показателя также стали новыми рекордами университета. В Ситрус Боуле, где «Кентукки» обыграл «Айову», Робинсон сделал 10 приёмов на 170 ярдов и был признан самым ценным игроком матча. По итогам сезона он претендовал на награды Пола Хорнанга и Фреда Билетникоффа, был признан спортсменом года по версии газеты Lexington-Herald. Издание Pro Football Focus включило его в состав сборной звёзд конференции SEC.

#### Статистика выступлений в NCAA
| Сезон | Команда              | Игры | Приём | Приём | Приём | Приём | Вынос | Вынос | Вынос | Вынос |
| Сезон | Команда              | Игры | Rec   | Yds   | Y/A   | TD    | Att   | Yds   | Y/A   | TD    |
| ----- | -------------------- | ---- | ----- | ----- | ----- | ----- | ----- | ----- | ----- | ----- |
| 2019  | Небраска Корнхаскерс | 10   | 40    | 453   | 11,3  | 2     | 88    | 340   | 3,9   | 3     |
| 2020  | Небраска Корнхаскерс | 8    | 51    | 461   | 9,0   | 1     | 46    | 240   | 5,2   | 1     |
| 2021  | Кентукки Уайлдкэтс   | 13   | 104   | 1334  | 12,8  | 7     | 7     | 111   | 15,9  | 0     |
| Всего | Всего                | 31   | 195   | 2248  | 11,5  | 10    | 141   | 691   | 4,9   | 4     |

### Профессиональная карьера
Перед драфтом НФЛ 2022 года аналитик издания Bleacher Report Нейт Тайс сильными сторонами Робинсона называл его атлетизм, маневренность, умение находить уязвимые места в зонной защите, навыки работы на маршрутах и хорошую скорость. Главным недостатком игрока считались его антропометрические данные и короткие руки, что могло создать проблемы в борьбе с более крупными защитниками на профессиональном уровне. Издание прогнозировало Робинсону выбор в третьем раунде с возможностью побороться за место в стартовом составе уже в первом сезоне в лиге.
На драфте Робинсон был выбран «Нью-Йорк Джайентс» во втором раунде под общим 43 номером. В июле 2022 года он подписал с клубом четырёхлетний контракт на общую сумму 9,85 млн долларов. В своём дебютном сезоне он смог принять участие всего в шести матчах, сначала восстанавливаясь после растяжения подколенного сухожилия, а затем получив разрыв крестообразных связок колена. За проведённое на поле время Робинсон сделал 23 приёма на 227 ярдов, занеся один тачдаун.

#### Статистика выступлений в НФЛ

##### Регулярный чемпионат
| Сезон | Команда           | Игры | Приём | Приём | Приём | Приём | Вынос | Вынос | Вынос | Вынос |
| Сезон | Команда           | Игры | Rec   | Yds   | Y/A   | TD    | Att   | Yds   | Y/A   | TD    |
| ----- | ----------------- | ---- | ----- | ----- | ----- | ----- | ----- | ----- | ----- | ----- |
| 2022  | Нью-Йорк Джайентс | 6    | 23    | 227   | 9,9   | 1     | 2     | -1    | -0,5  | 0     |
| 2023  | Нью-Йорк Джайентс | 5    | 23    | 163   | 7,1   | 0     | 2     | 8     | 4,0   | 0     |
| Всего | Всего             | 11   | 46    | 390   | 8,5   | 1     | 4     | 7     | 1,8   | 0     |

* на 24 октября 2023